# Coleocephalus fuscus
Coleocephalus fuscus ist eine Art der Landplanarien, die auf der neuseeländischen Insel Enderby Island gefunden wurde. Die Art ist der einzige Vertreter der Gattung Coleocephalus.

## Merkmale
Coleocephalus fuscus ist eine kleine, robuste Landplanarie, deren Körper sich zum Vorderende hin verjüngt. Das Vorderende ist nach unten gekrümmt. Die Augen bilden eine einfache Reihe um das Vorderende bis zum Hinterende. Die Kriechsohle nimmt 70 % der Körperbreite ein. Auf der Bauchseite befindet sich eine Region mit Drüsen, die eine gefaltetes Epithelgewebe aufweist und deren Drüsen sich vom aus Mesenchym öffnen.
Der Kopulationsapparat weist eine Penispapille auf.

## Etymologie
Der Gattungsname Coleocephalus leitet sich von den griechischen Wörtern koleus (dt. Mantel) und kephale (dt. Kopf) ab.
Das Artepitheton kommt von lateinischen Wort fuscus (dt. dunkel).